# Lâu đài Křivoklát

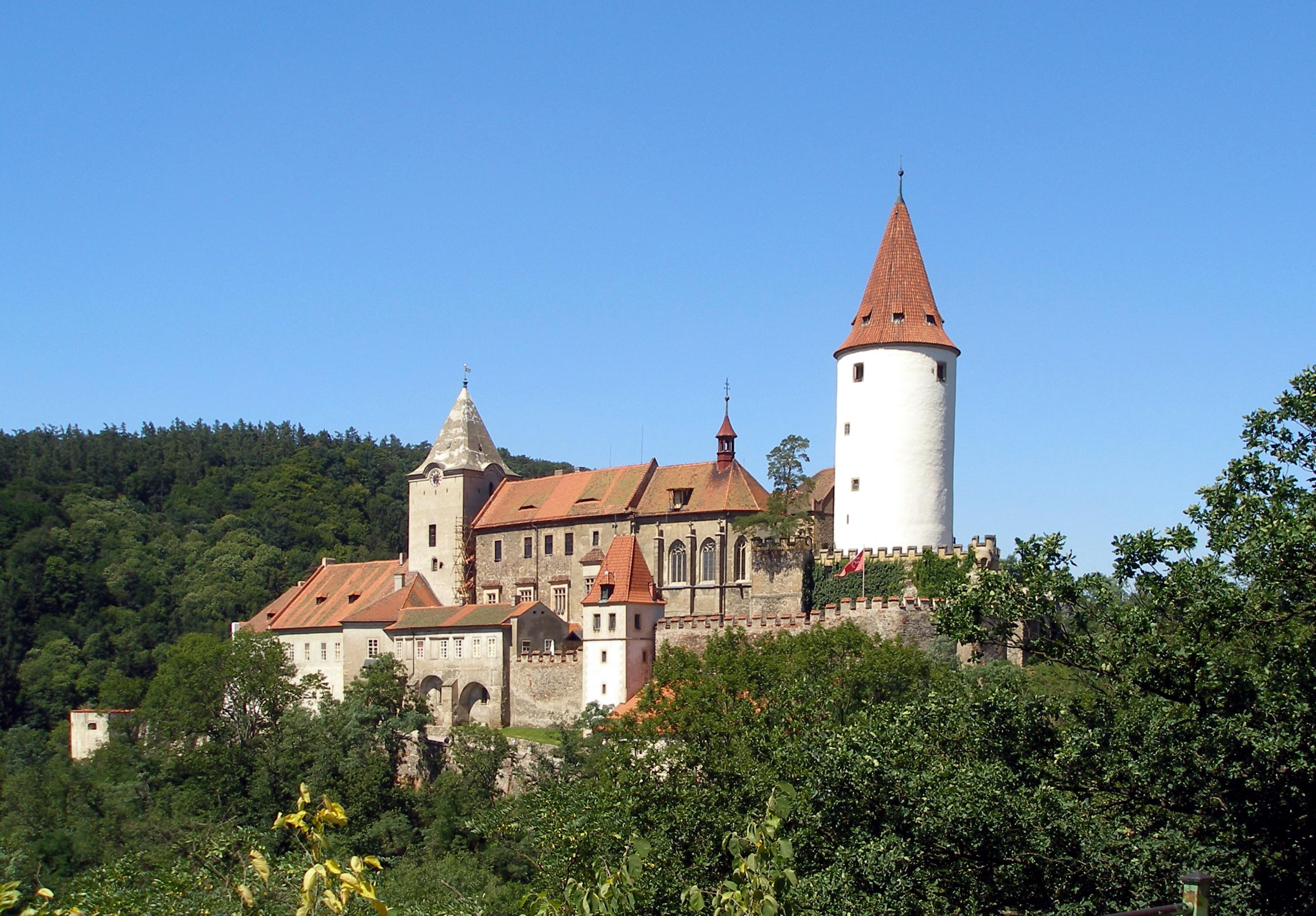
Lâu đài Křivoklát

Lâu đài Křivoklát nằm ở Trung tâm Bohemia, Cộng hòa Séc.

## Lịch sử
Křivoklát được xây dựng vào thế kỷ thứ 12, thuộc về các vị vua của Bohemia. Trong triều đại của Přemysl Otakar II, một lâu đài hoàng gia lớn, hoành tráng đã được xây dựng, sau đó được xây dựng lại bởi vua Wenzel IV của Bohemia và được mở rộng bởi vua Vladislaus II của Hungary.
Lâu đài bị hư hại do hỏa hoạn nhiều lần. Nó đã bị biến thành một nhà tù khắc nghiệt và tòa nhà dần xuống cấp. Trong thế kỷ 19, gia đình của Fürstenberg đã trở thành chủ sở hữu của lâu đài và được xây dựng lại sau trận hỏa hoạn năm 1826.
Ngày nay, lâu đài phục vụ như một bảo tàng, địa điểm du lịch và triển lãm. Bộ sưu tập vũ khí săn bắn, tranh và sách gothic được lưu trữ ở đó.